# Parornix spiraeifoliella
Parornix spiraeifoliella är en fjärilsart som först beskrevs av Braun 1918.  Parornix spiraeifoliella ingår i släktet Parornix och familjen styltmalar. Inga underarter finns listade i Catalogue of Life.